# Acide fluorocitrique
L'acide fluorocitrique est un acide tricarboxylique fluoré de formule chimique HOOC–CHF–COH(COOH)–CH2–COOH. C'est un dérivé de l'acide citrique susceptible de se former in vivo par métabolisation de l'acide fluoroacétique par la citrate synthase. Ne pouvant être déshydraté en cis-aconitate par l'aconitase afin d'être isomérisé en acide isocitrique (c'est un inhibiteur enzymatique), l'acide fluorocitrique est un poison du cycle de Krebs.